# پارامترهای یوتی‌ام
پارامترهای یوتی‌ام یا پارامترهای ماژول ردیابی خارپشت (اختصاری UTM) پنج بخش مختلف از پارامتر یوآرال هستند که توسط بازاریابان برای ردیابی اثربخشی کمپین‌های بازاریابی برخط استفاده می‌شوند. این کمپین ها شامل کلیه منابع انتقال اطلاعات و رسانه‌ها و انتشارات می شود. این تکنیک ابتدا توسط برنامه خارپشت (به انگلیسی: Urchin)، سَلَفِ گوگل آنالیتیکس معرفی شدند و به همین دلیل نیز به صورت پیش فرض در سامانه گوگل آنالیتیکس پشتیبانی می شوند. کمپینی را که اطلاعات یک صفحه وب سایت را منتقل میکند ، توسط پارامترهای یوتی‌ام در یوآرال مربوطه شناسایی می شوند،  و تا زمانی منقضی نشود، تمامی جلسه وب سایت مرورگر و جلسات مرتبط با آن را به همان کمپین نسبت می دهد. پارامترها را می توان با ابزارهای تحلیلی تجزیه و تحلیل کرد و برای تهیه گزارش ها استفاده کرد. 
در ادامه مثالی از این پارمترها را در یک یوآرال که دارای چهار پارامتر (از پنج پارامتر) UTM متمایز شده است، می آوریم: 
https://www.example.com/page?utm_content=buffercf3b2&utm_medium=social&utm_source=snapchat.com&utm_campaign=buffer

## کاربرد
طبق بیان بالا، پارامترهای یوتی‌ام در یک یوآرال، به منظور شناسایی کمپین های بازاریابی و توسط انتقال دهنده اطلاعات تارنماها استفاده می شوند. معمولاً  بازاریابان دیجیتالی برای تعریف، ساخت و الحاق پارامترهای یوتی‌ام مربوط به یوآرال ها، از ابزارهای سازنده یوتی‌ام ساده، مبتنی بر صفحه گسترده، یا حتی خودکار  استفاده می کنند. من جمله می توان از  سازنده URL گوگل آنالیتیکس نام برد. هنگامی که یک ابرپیوند حاوی یک یوآرال با پارامترهای یوتی‌ام است، نرم افزار تجزیه و تحلیل وب در سایت مقصد، اطلاعات پارامتر را تفسیر می کند و آن را به جلسه وب سایت مرورگر نسبت می دهد و تا زمانی که نشست مرورگر منتسب شده به کمپین منقضی شود، معتبر خواهد بود (مثلاً، این زمان در گوگل آنالیتیکس به طور پیش فرض شش ماه خواهد بود). 

## معیارها
پارامترهای یوتی‌ام که همراه با نشانی‌های اینترنتی ارسال می‌شوند را می‌توان با ابزارهای تحلیلی مانند گوگل آنالیتیکس و ادوب آنالیتیکس تجزیه و تحلیل، و از داده‌ها برای تکمیل گزارش‌های تحلیلی استاندارد و سفارشی استفاده کرد. 

## پارامترهای یوتی‌ام
پنج پارامتر مختلف یوتی‌ام وجود دارد که ممکن است به ترتیب متفاوت مورد استفاده قرار گیرند: 
| پارامتر      | هدف | مثال                                               |
| ------------ | --- | -------------------------------------------------- |
| utm_source   | مشخص می کند که کدام سایت ترافیک را ارسال کرده است و یک پارامتر ضروری است.                                                                                          | utm_source= google                                 |
| utm_medium   | نوع پیوند استفاده شده را مشخص می کند، مانند هزینه هر کلیک یا ایمیل.                                                                                                | utm_medium = cpc                                   |
| utm_campaign | یک تبلیغ خاص محصول یا کمپین استراتژیک را مشخص می کند. | utm_campaign= فروش_بهاره                           |
| utm_term     | عبارات جستجو را شناسایی می کند. | utm_term= دویدن+کفش                                |
| utm_content  | مشخص می‌کند روی چه چیزی برای آوردن کاربر به سایت کلیک شده است، مانند یک آگهی تبلیغاتی یا یک پیوند متنی . اغلب برای آزمون آ/ب و تبلیغات هدفمند محتوا استفاده می شود. | utm_content = logolink یا utm_content = پیوند متنی |